# Сан-Мигель-де-Оркаситас (муниципалитет)
Сан-Мигель-де-Оркаситас (исп. San Miguel de Horcasitas) — муниципалитет в Мексике, штат Сонора, с административным центром в одноимённом посёлке. Численность населения, по данным переписи 2020 года, составила 10 729 человек.

## Общие сведения
Название San Miguel de Horcasitas составное: San Miguel — в честь Святого Михаила, а Horcasitas — в честь вице-короля Новой Испании Хуана Франсиско де Гуэмес-и-Оркаситаса.
Площадь муниципалитета равна 1115,6 км², что составляет 0,6 % от площади штата, а наиболее высоко расположенное поселение Салада-де-Абахо, находится на высоте 540 метров.
Он граничит с другими муниципалитетами Соноры: на севере с Карбо и Районом, на востоке с Уресом, и на юге и западе с Эрмосильо.

## Учреждение и состав
Муниципалитет был образован 11 декабря 1934 года, по данным 2020 года в его состав входит 64 населённых пункта, самые значимые из которых:
| Код INEGI                  | Населённый пункт                                                                                                  | Численность населения (2005 год) | Численность населения (2010 год) | Численность населения (2020 год) |
| -------------------------- | --- | -------------------------------- | -------------------------------- | -------------------------------- |
| 056                        | Всего | 6036                             | 8382                             | 10729                            |
| 0027                       | Пескейра (исп. Pesqueira) 29°22′48″ с. ш. 110°53′48″ з. д.                                                        | 4636                             | 5699                             | 9442                             |
| 0001                       | Сан-Мигель-де-Оркаситас (исп. San Miguel de Horcasitas) 29°29′19″ с. ш. 110°43′38″ з. д. (административный центр) | 480                              | 476                              | 440                              |
| 0032                       | Пуэбло-Нуэво (исп. Pueblo Nuevo) 29°22′04″ с. ш. 110°47′53″ з. д.                                                 | 314                              | 295                              | 297                              |
| 0003                       | Фабрика-де-лос-Анхелес (исп. La Fábrica de los Ángeles) 29°26′49″ с. ш. 110°45′19″ з. д.                          | 201                              | 245                              | 164                              |
| 0053                       | Эль-Торреон (исп. El Torreón) 29°22′42″ с. ш. 110°48′54″ з. д.                                                    | 68                               | 74                               | 78                               |
| 0139                       | Лас-Мерседес (агроферма) (исп. Las Mercedes (agropecuaria)) 29°21′50″ с. ш. 110°57′06″ з. д.                      | 22                               | 1147                             | 0                                |
| —                          | Прочие | 315                              | 446                              | 308                              |
| Названия на карте Генштаба | |                                  |                                  |                                  |

## Экономическая деятельность
По статистическим данным 2000 года, работоспособное население занято по секторам экономики в следующих пропорциях:
- сельское хозяйство, скотоводство и рыбная ловля — 79 %;
- промышленность и строительство — 7,1 %;
- торговля, сферы услуг и туризма — 12,9 %;
- безработные — 1 %.

## Инфраструктура
По статистическим данным 2020 года, инфраструктура развита следующим образом:
- электрификация: 97,3 %;
- водоснабжение: 36,5 %;
- водоотведение: 93,8 %.